# David Wilkie (hockey sur glace)
Pour les articles homonymes, voir David Wilkie.
David Wilkie (né le 30 mai 1974 à Ellensburg dans l'État du Washington aux États-Unis) est un joueur professionnel de hockey sur glace qui a évolué dans la Ligue nationale de hockey. Il a joué pour les Canadiens de Montréal, le Lightning de Tampa Bay et les Rangers de New York. Il jouait défenseur et lançait de la droite.

## Statistiques
| Saison     | Équipe                   | Ligue      |     | Saison régulière | Saison régulière | Saison régulière | Saison régulière | Saison régulière |    | Séries éliminatoires | Séries éliminatoires | Séries éliminatoires | Séries éliminatoires | Séries éliminatoires |
| Saison     | Équipe                   | Ligue      | PJ  | B                | A                | Pts              | Pun              | PJ               | B  | A                    | Pts                  | Pun                  |                      |                      |
| 1990-1991  | Thunderbirds de Seattle  | LHOu       | 25  | 1                | 1                | 2                | 22               | --               | -- | --                   | --                   | --                   |                      |                      |
| 1991-1992  | Blazers de Kamloops      | LHOu       | 71  | 12               | 28               | 40               | 153              | 16               | 6  | 5                    | 11                   | 19                   |                      |                      |
| 1992-1993  | Blazers de Kamloops      | LHOu       | 53  | 11               | 26               | 37               | 109              | 6                | 4  | 2                    | 6                    | 2                    |                      |                      |
| 1993-1994  | Blazers de Kamloops      | LHOu       | 27  | 11               | 18               | 29               | 18               | --               | -- | --                   | --                   | --                   |                      |                      |
| 1993-1994  | Pats de Regina           | LHOu       | 29  | 27               | 21               | 48               | 16               | 4                | 1  | 4                    | 5                    | 4                    |                      |                      |
| 1994-1995  | Canadiens de Fredericton | LAH        | 70  | 10               | 43               | 53               | 34               | 1                | 0  | 0                    | 0                    | 0                    |                      |                      |
| 1994-1995  | Canadiens de Montréal    | LNH        | 1   | 0                | 0                | 0                | 0                | --               | -- | --                   | --                   | --                   |                      |                      |
| 1995-1996  | Canadiens de Fredericton | LAH        | 23  | 5                | 12               | 17               | 20               | --               | -- | --                   | --                   | --                   |                      |                      |
| 1995-1996  | Canadiens de Montréal    | LNH        | 24  | 1                | 5                | 6                | 10               | 6                | 1  | 2                    | 3                    | 12                   |                      |                      |
| 1996-1997  | Canadiens de Montréal    | LNH        | 61  | 6                | 9                | 15               | 63               | 2                | 0  | 0                    | 0                    | 2                    |                      |                      |
| 1997-1998  | Canadiens de Montréal    | LNH        | 5   | 1                | 0                | 1                | 4                | --               | -- | --                   | --                   | --                   |                      |                      |
| 1997-1998  | Lightning de Tampa Bay   | LNH        | 29  | 1                | 5                | 6                | 17               | --               | -- | --                   | --                   | --                   |                      |                      |
| 1998-1999  | Lightning de Tampa Bay   | LNH        | 46  | 1                | 7                | 8                | 69               | --               | -- | --                   | --                   | --                   |                      |                      |
| 1998-1999  | Lumberjacks de Cleveland | LIH        | 2   | 0                | 2                | 2                | 0                | --               | -- | --                   | --                   | --                   |                      |                      |
| 1999-2000  | Wolf Pack de Hartford    | LAH        | 1   | 0                | 2                | 2                | 0                | --               | -- | --                   | --                   | --                   |                      |                      |
| 1999-2000  | Aeros de Houston         | LIH        | 57  | 4                | 24               | 28               | 71               | 11               | 1  | 8                    | 9                    | 10                   |                      |                      |
| 2000-2001  | Aeros de Houston         | LIH        | 49  | 8                | 11               | 19               | 29               | 7                | 1  | 1                    | 2                    | 4                    |                      |                      |
| 2000-2001  | Rangers de New York      | LNH        | 1   | 0                | 0                | 0                | 2                | --               | -- | --                   | --                   | --                   |                      |                      |
| 2001-2002  | Lynx d'Augusta           | ECHL       | 72  | 11               | 34               | 45               | 86               | --               | -- | --                   | --                   | --                   |                      |                      |
| Totaux LNH | Totaux LNH               | Totaux LNH | 167 | 10               | 26               | 36               | 165              | 8                | 1  | 2                    | 3                    | 14                   |                      |                      |